# Шабастівська сільська рада
Шабастівська сільська́ ра́да — адміністративно-територіальна одиниця та орган місцевого самоврядування в Монастирищенському районі Черкаської області. Адміністративний центр — село Шабастівка.

## Загальні відомості
- Населення ради: 991 особа (станом на 2001 рік)

## Населені пункти
Сільській раді буди підпорядковані населені пункти:
- с. Шабастівка
- с-ще Вільна

## Склад ради
Рада складалась з 12 депутатів та голови.
- Голова ради: Курій Тетяна Петрівна
- Секретар ради: Дерев'янченко Наталія Петрівна

### Керівний склад попередніх скликань
| Прізвище, ім'я, по батькові | Основні відомості                                                                     | Дата обрання | Дата звільнення |
| --------------------------- | ------------------------------------------------------------------------------------- | ------------ | --------------- |
| Курій Тетяна Петрівна       | Сільський голова, 1960 року народження, освіта незакінчена вища, позапартійна         | 26.03.2006   | 31.10.2010      |
| Курій Тетяна Петрівна       | Сільський голова, 1960 року народження, освіта незакінчена вища, член Партії регіонів | 31.10.2010   |                 |

Примітка: таблиця складена за даними сайту Верховної Ради України

### Депутати
За результатами місцевих виборів 2010 року депутатами ради стали:

#### За суб'єктами висування
| Суб'єкт висування           | Кількість обраних депутатів | %    |
| --------------------------- | --------------------------- | ---- |
| Партія регіонів             | 9                           | 75   |
| Самовисування               | 2                           | 16,7 |
| Комуністична партія України | 1                           | 8,3  |

#### За округами
| № округу                    | Прізвище, ім'я, по батькові       | Дата визнання обраним | Освіта  | Партійна приналежність            | Відомості про обраного депутата        |
| --------------------------- | --------------------------------- | --------------------- | ------- | --------------------------------- | -------------------------------------- |
| Комуністична партія України |                                   |                       |         |                                   |                                        |
| 4                           | Гедзун Василь Іванович            | 02.11.2010            | вища    | член Комуністичної партії України | Школа, вчитель                         |
| Партія регіонів             |                                   |                       |         |                                   |                                        |
| 1                           | Дерев'янченко Олександр Дмитрович | 02.11.2010            | середня | член Партії регіонів              | тимчасово не працює                    |
| 2                           | Лисюк Сергій Григорович           | 02.11.2010            | вища    | член Партії регіонів              | Сільська рада, бухгалтер               |
| 3                           | Якубенко Наталія Михайлівна       | 02.11.2010            | вища    | член Партії регіонів              | Дитсадок, завідувачка                  |
| 5                           | Усатюк Ніна Михайлівна            | 02.11.2010            | середня | член Партії регіонів              | тимчасово не працює                    |
| 6                           | Йохна Микола Якович               | 02.11.2010            | середня | член Партії регіонів              | тимчасово не працює                    |
| 7                           | Дерев'янченко Наталія Петрівна    | 02.11.2010            | вища    | член Партії регіонів              | Сільська рада, секретар                |
| 8                           | Лихота Галина Василівна           | 02.11.2010            | середня | член Партії регіонів              | фельдшерсько-акушерський пункт, акушер |
| 10                          | Мокренчук Ірина Сергіївна         | 02.11.2010            | середня | член Партії регіонів              | Дитсадок, вихователь                   |
| 11                          | Петренко Галина Сергіїна          | 02.11.2010            | середня | член Партії регіонів              | Будинок культури, директор             |
| Самовисування               |                                   |                       |         |                                   |                                        |
| 9                           | Скочок Петро Кирилович            | 02.11.2010            | вища    | позапартійний                     | пенсіонер                              |
| 12                          | Лінецький Анатолій Павлович       | 02.11.2010            | середня | позапартійний                     | ТОВ «Латагроінвест», заввідділу        |